# Дахау (район)
Да́хау (нем. Dachau) — район в Германии. Центр района — город Дахау. Район входит в землю Бавария. Подчинён административному округу Верхняя Бавария. Занимает площадь 579 км². Население — 138,4 тыс. чел. (2010). Плотность населения — 239 человек/км².
Официальный код района — 09 1 74.
Район подразделяется на 17 общин.

## Города и общины
1. Дахау (42 433)
2. Карлсфельд (18 269)
3. Маркт-Индерсдорф (9371)
4. Альтомюнстер (7383)
5. Бергкирхен (7191)
6. Рёрмос (6271)
7. Швабхаузен (6160)
8. Петерсхаузен (6128)
9. Эрдвег (5573)
10. Хебертсхаузен (5354)
11. Хаймхаузен (4892)
12. Одельцхаузен (4305)
13. Фиркирхен (4290)
14. Вайкс (3152)
15. Хильгертсхаузен-Тандерн (3127)
16. Зульцемос (2672)
17. Пфаффенхофен (1820)

(30 сентября 2010)

## Население
По оценке на 31 декабря 2015 года население района составляет 149 370 человек.
| Дата      | 1840  | 1871  | 1900  | 1925  | 1939  | 1950  | 1961  | 1970  | 1987   | 2011   |
| --------- | ----- | ----- | ----- | ----- | ----- | ----- | ----- | ----- | ------ | ------ |
| Население | 23714 | 26494 | 32869 | 38810 | 47261 | 69865 | 75708 | 88699 | 104280 | 138697 |

| Год       | 1960  | 1970  | 1980   | 1990   | 2000   | 2009   | 2010   | 2011   | 2012   | 2013   | 2014   | 2015   |
| --------- | ----- | ----- | ------ | ------ | ------ | ------ | ------ | ------ | ------ | ------ | ------ | ------ |
| Население | 74377 | 90255 | 102129 | 112150 | 129547 | 137680 | 138547 | 139921 | 142021 | 144407 | 146279 | 149370 |

## Внешние ссылки
- Официальная страница (нем.)